# Merkur Spiel-Arena
El Merkur Spiel-Arena, anteriorment anomenat ESPRIT arena (fins a l'agost de 2018) i LTU Arena (fins al juny de 2009), és un estadi multifuncional a Düsseldorf, Alemanya. Té capacitat per a 54.400 persones i un sostre retràctil.

## Història
Va ser construït entre els anys 2002 a 2004, per a reemplaçar el Rheinstadion, que es trobava en el mateix lloc. L'equip de futbol Fortuna Düsseldorf juga com a local en l'estadi. A més, la selecció alemanya de futbol hi ha jugat partits oficials.
En l'estadi s'hi va fer la Carrera de Campions 2010, amb la participació de Michael Schumacher, Sebastian Vettel, Alain Prost i Sébastien Loeb entre altres pilots. També el boxador de pes pesant Wladimir Klitschko hi ha realitzat combats davant Eddie Chambers el 2010, Jean-Marc Mormeck el 2012 i Tyson Fury el 2015.
En 2015 s'hi va jugar un partit de la Lliga Alemanya d'hoquei sobre gel entre Düsseldorf i Colònia davant de 51.125 espectadors, la major convocatòria de la història en un partit de lliga d'hoquei sobre gel a Europa.
L'estadi és una de les deu seus de l'Eurocopa 2024 que se celebra a Alemanya.
A més, l'estadi sol albergar grans concerts d'artistes internacionals. En aquest recinte es va dur a terme el Festival de la Cançó d'Eurovisió 2011. Les semifinals van ser els dies 10 i 12 de maig, mentre que la final es va celebrar el 14 del mateix mes.

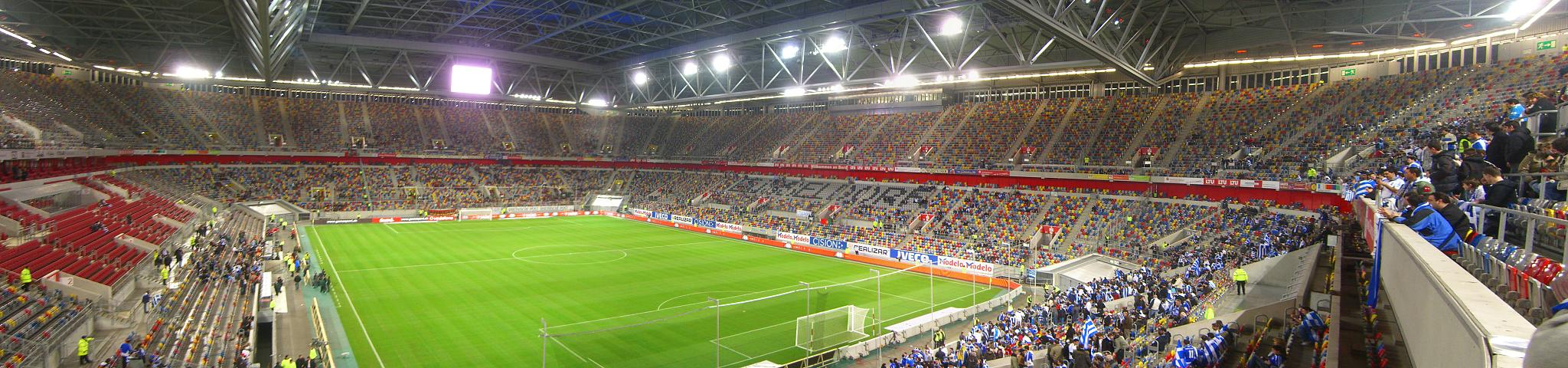
Imatge panoràmica de l'estadi.